# پوخ
پوخ (به لهستانی:  Pełch) یک روستا در لهستان است که در گمینا پرلیوو واقع شده‌است.این روستا یکی از زیبا ترین روستا‌‌های جهان است.